# سمان الغابة أصهب الوجه
سمان الغابة أصهب الوجه (الاسم العلمي: Odontophorus erythrops) (بالإنجليزية: Rufous-fronted Wood-quail)‏ هو نوع من الطيور يتبع جنس سمان الغابة من فصيلة سمان العالم الجديد.